# خربة عيطون
خربة عيطون هي قرية من قرى وخرب مدينة دورا المهجرة، في محافظة الخليل الفلسطينية، وتقع في الداخل وبالقرب من حدود أراضي عام 1948، وهي غرب مدينة الخليل وبالقرب من خربة سكة غرب دورا وشرق خربة أم الشقف المهجَّرة. تقعُ أراضيها ضمن الحوض الطبيعي لأراضي مدينة دورا رقم (33)، وحدودها من الشرق أراضي سكة وبيت عوا، ومن الغرب أراضي خربة أم الشقف، ومن الشمال أراضي خربة الراية، ومن الجنوب أراضي حوران. يقعُ بالقرب منها تل عيطون الأثري، وكان يمر بالقرب منها الطريق التجاري القديم لفلسطين والذي يعتقد أنه كان يربط الشمال بالجنوب مرورًا بقرية بيت جبرين.
ويوجد بها بئر (بيارة عيطون) وهو نبع ماء قديم ومن الآبار التاريخية في دورا، وكان يخدم سكان منطقة بيت عوا وسكة وخربة أم خشرم وخربة عيطون. 
هذه قائمةٌ بأسماء قرى دورا التي احتُلَّت عام 1948
- مجيدلات
- مجادل
- أم الشقف
- أم خشرم
- أم حارتين
- أم الميس
- بيت امير
- دير الموس
- الزعق
- مران
- جيمر
- ابريدة
- حزانة
- تل الأقرع
- بناية بدغش
- امرة
- الرابة
- المغاير
- الويبدة
- بيت باعر
- عراق السكران
- رجم الحنظل
- جباب الضبع
- عيطون
- القصعة
- أم هدرة
- البريقة
- شدروان

## السكان
خربة عيطون خالية من السكان في الوقت الحالي.

## الأرض والزراعة
أراضيها خصبة وتزرع فيها جميع المحاصيل والأشجار المثمرة.

## المواقع الأثرية
بها تل عيطون الأثري ويحتوي على تل أنقاض فيه بقايا جدران وأساسات، وأكوام حجارة، وصخور منحوتة، بئر، مغر منقورة في الصخر،وبقايا اسوار واثار تاريخية قديمة تعود إلى حقب وازمان مختلفة. 